# Sulakocetus
Sulakocetus  — вимерлий рід дельфіновидих (ймовірно) ссавців. Вперше його описав Г.А. Мчедлідзе в 1976 р. з типовим видом S. dagestanicus. Спочатку класифікований як частина родини Waipatiidae, подальші дослідження поставили це таксономічне розміщення під сумнів. Огляд у 1990 році показав, що його слід виключити з надродини Platanistoidea. У подальшій оцінці 2016 року було зазначено, що його не слід відносити до Waipatiidae, і залишили його статус для подальшого перегляду, по суті, зробивши його incertae sedis.